# John William Wevers
John William Wevers (* 4. Juni 1919 in Baldwin, Wisconsin; † 22. Juli 2010 in Toronto) war ein US-amerikanischer Alttestamentler.

## Leben
Er erwarb BA in Classics von Calvin College (1940), einen ThB am Calvin Theological Seminary in Grand Rapids 1943 und 1946 den ThD am Princeton Theological Seminary. Er wurde 1963 Professor am Department of Near and Middle Eastern Studies der University of Toronto.

## Schriften (Auswahl)
- Notes on the Greek text of Deuteronomy. Atlanta 1995, ISBN 0-7885-0061-9.
- Notes on the Greek text of Leviticus. Atlanta 1997, ISBN 0-7885-0324-3.
- Notes on the Greek text of Numbers. Atlanta 1998, ISBN 0-7885-0504-1.
- mit Detlef Fraenkel: Studies in the text histories of Deuteronomy and Ezekiel. Göttingen 2003, ISBN 3-525-82528-5.